# La Délaissée
Pour plus de détails, voir Fiche technique et Distribution.
La Délaissée (Barbary Sheep) est un film muet américain réalisé par Maurice Tourneur, sorti en 1917.

## Synopsis

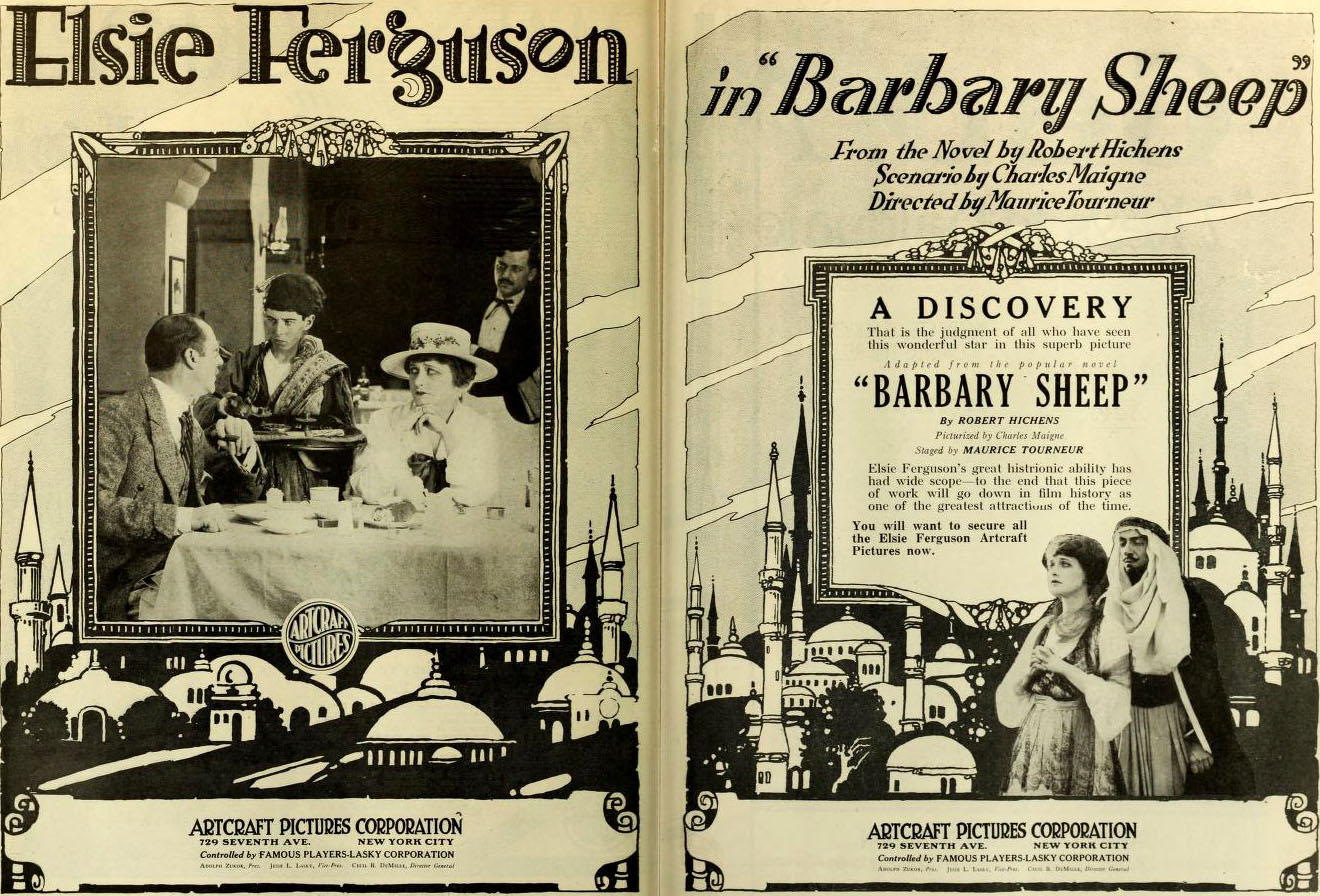
Publicité

Lord et Lady Wyverne arrivent en Arabie, Sir Claude pour chasser le mouflon à manchettes, et Lady Kathryn pour satisfaire son besoin de romance. Pendant que son mari est occupé à chasser, elle tombe sous le charme de Benchaalal, un séduisant chef arabe. Grâce à lui, elle découvre le désert sous un clair de lune romantique et écoute les chants d'amour locaux. Si Lady Wyverne rêve à ce que la vie pourrait être si elle lui avait succombé, Benchaalal, lui, veut l'enlever. Pendant ce temps, Sir Claude, alors dans un lointain village, apprend que le chef arabe a un passé douteux. Soucieux de la sécurité de sa femme, il revient juste à temps pour voir Benchaalal attaquer sa femme. Il est sur le point de le tuer lorsqu'un marabout reconnaît en Benchaalal celui qui a tué sa fiancée des années auparavant, et le poignarde. D'avoir eu peur pour sa femme ravive les sentiments de Sir Claude pour elle et ils renouvellent leurs serments d'amour.

## Fiche technique
- Titre : La Délaissée
- Titre original : Barbary Sheep
- Réalisation : Maurice Tourneur
- Scénario : Charles Maigne, d'après le roman Barbary Sheep de Robert Smythe Hichens
- Direction artistique : Ben Carré
- Photographie : John van den Broek
- Société de production : Famous Players-Lasky Corporation
- Société de distribution : Artcraft Pictures Corporation
- Pays de production :  États-Unis
- Langue originale : anglais
- Format : noir et blanc — 35 mm — 1,37:1 — Muet
- Genre : drame
- Durée : 50 minutes (5 bobines)
- Date de sortie :
  - États-Unis : 10 septembre 1917

## Distribution
- Elsie Ferguson : Lady Kathryn Wyverne
- Lumsden Hare : Sir Claude Wyverne
- Pedro de Cordoba : Benchaalal
- Macey Harlam : Ahmed
- Alex Shannon : le Marabout
- Maude Ford : l'aubergiste
- George M. Cohan

## Autour du film
- Ce film marque les débuts au cinéma d'Elsie Ferguson et de George M. Cohan